# نظرآباد
نَظَرآباد یکی از شهرهای استان البرز و مرکز شهرستان نظرآباد است. این شهرستان قدمتی حدود نه هزار سال دارد. به طوری که منطقه باستان‌شناسی ازبکی در آن واقع شده‌است و نمونه اولین خشت دست‌ساز بشر که در سازمان ملل نگهداری می‌شود، توسط محمد خاتمی به نشانه گفتگوی تمدن‌ها از این محوطه باستانی به سازمان ملل هدیه شده‌است. «ترکی ساوجبلاغی» یکی از شاخه‌های ترکی آذربایجانی، زبان بومی و غالب اهالی شهرستان نظرآباد است. حضور لهجه‌های دیگری از زبان ترکی و نیز زبان فارسی و کُردی در این شهرستان از نتایج مهاجرپذیری آن است. خاک سبک و آب فراوان دشت نظرآباد، بسیار برای کشاورزی مناسب است و دامپروری در کنار زراعت، از عمده منابع درآمد روستاییان نظرآبادی است. غیر از اقلیت ارمنی‌ها، غالب اهالی شهرستان، مسلمان و شیعهٔ دوازده امامی هستند.

## جمعیت شناسی
جمعیت شهر نظر آباد در سرشماری سال ۱۳۹۵ برابر با ۱۱۹،۵۱۲ نفر بوده است. زبان مردم فارسی و مذهب آنها شیعه است. این شهر یکی از جوان ترین  جمعیت های استان البرز را دارا است.

## گردشگری
منطقه باستانشناسی ازبکی به لحاظ قدمت و پیشینه در شمال غربی این شهرستان واقع شده‌است. این منطقه در دوره سوم کاوش است و آغاز فعالیت‌های کاوش در دوره اول را مجیدزاده انجام داده‌است.
باغات میوه، هوای پاک و درختان چنار چند ده ساله جلوه‌ای سبز و زیبا به مرکز این شهرستان داده‌اند همچنین خانه و اتومبیل محمد مصدق در احمدآباد؛ کویر نجم‌آباد؛ از مناطق گردشگری و طبیعت گردی هستند.